# Берик Барнс
Берик Барнс (енгл. Berrick Barnes; 28. мај 1986) професионални је аустралијски рагбиста, који тренутно игра за Панасоник вајлд најтсе у јапанској топ лиги. Рођен је у Бризбејну, први спорт који је тренирао је био крикет. Поред крикета озбиљно је тренирао и пливање, рагби 13 и рагби 15. Његов тренер Најџел Грив, изјавио је за њега да је веома талентован за више различитих спортова. Професионално је играо рагби 13 за Бризбејн бронкосе, па је прешао на рагби 15. У најјачој лиги на свету играо је за редсе и варатасе. За репрезентацију Аустралије дебитовао је против Јапана на светском првенству 2007. и постигао есеј при првом контакту са лоптом. До краја те утакмице постигао је још један есеј. У утакмици против Велса на истом светском првенству погодио је дроп кик са 32 метра. Већ 2008. постао је значајан део "валабиса". Играо је и на 5 утакмица на светском првенству 2011.